# 村 (波兰)
村（复数形式为sołectwa）是波兰的一种行政区划，一般隶属于市镇，其活动和组织架构由市镇议会决定。截至2018年12月31日，波兰全国共有40,740个村。

## 行政与立法机关
村的立法机构是村民会议，行政负责人为村长，村议会（rada sołecka）负责协助村长工作。村长和村议会由村内的常住居民选举产生。村民会议的工作重点在于居民最为关心的问题，也是直接民主的一个例子，但波兰民众的村民会议活动参与率差异很大，全国平均水平约为15%。
自2010年起，村可以在经过市镇议会允许的情况下独立使用其预算。2013年，半数下辖村的市镇实行了这一改革。

## 组织架构
一般而言，一个村通常包含一个定居点（村庄或村镇），但有时它也包含两个以上。

## 在城市中
在波兰，大多数城市不设村，取而代之的是区或者次分区。不过，也有设村的城市。截至2013年，有12个城镇型市镇设有村。过去，克拉斯內斯塔夫、亞斯琴別-茲德魯伊、米科武夫、佩希采、扎维尔切、苏瓦乌基、卡利什、塞伊内、希維諾烏伊希切等城市也以村作为自身的分区。至2013年为止，华沙的比亞沃文卡區也仍然管辖3个村。